# Compania Națională de Administrare a Infrastructurii Rutiere
Compania Națională de Administrare a Infrastructurii Rutiere (CNAIR; în trecut, Compania Națională de Autostrăzi și Drumuri Naționale din România S.A., prescurtat CNADNR) este o companie de interes strategic național din România care funcționează sub autoritatea Ministerului Transporturilor și Infrastructurii și care are ca misiune implementarea programelor de dezvoltare a rețelei de drumuri publice. A fost înființată în ianuarie 2004 prin reorganizarea Regiei Autonome „Administrația Națională a Drumurilor din România”.
CNAIR asigură implementarea programelor de dezvoltare unitară a rețelei de drumuri publice, în concordanță cu strategia Ministerului Transporturilor și Infrastructurii, Planul Național de Dezvoltare a teritoriului și cerințele economiei României.
Principalele obiective ale Companiei pentru perioada următoare sunt reprezentate de dezvoltarea rețelei de autostrăzi, construirea unei rețele de drumuri expres și realizarea de centuri și variante ocolitoare pentru orașele mari.
În teritoriu, CNAIR este organizată în 8 Direcții Regionale de Drumuri și Poduri (DRP), cu sediile în București, Craiova, Timișoara, Cluj, Iași, Constanța, Brașov și Buzău.

## Istoric
În septembrie 2016, CNADNR a fost împărțită în CNAIR și CNIR (Compania Națională de Investiții Rutiere S.A.), companie distinctă pentru gestionarea infrastructurii rutiere.

## Date financiare
Necesarul de fonduri al CNADNR pe anul 2010 se ridică la valoarea de 17,3 miliarde lei, în creștere cu 88% față de resursele asigurate pe anul 2009. Suma totală a cheltuielilor alocate pentru infrastructură în anul 2009 a fost 3,35 miliarde lei. În anul 2009, compania a avut încasări din vânzarea rovinietei de 635 milioane de lei.

## Conducerea
Directorii Generali CNADNR/CNAIR:
- Dorina Tiron: 2006-2007[7]
- Dorin Debucean: 13 mai 2008 - ?[8]
- Cristian Duică (interimar)[7]
- Dorina Tiron: 25 martie 2009[7]
- Daniela Drăghia: martie 2011 - 24 mai 2012[9][10]
- Ionuț Mașala (interimar): 24 mai 2012 - 20 iunie 2012[11]
- Mihail Bașulescu (interimar): 20 iunie 2012 - 4 iulie 2012[12][13][14]
- Mircea Pop - 4 iulie 2012 - 28 ianuarie 2013[15][16]
- Narcis Neaga - 2013–2015
- Cătălin Homor - 2015–2017
- Ștefan Ioniță - 2017-2018
- Narcis Neaga - 7 mai 2018[17] - 9 iulie 2019[18]
- Sorin Scarlat - 10 iulie 2019[19]
- Mariana Ioniță - 25 februarie 2020 - 27 septembrie 2021
- Cristian Pistol - 27 septembrie 2021 - prezent